# Isopterygium pendulum
Isopterygium pendulum là một loài Rêu trong họ Hypnaceae. Loài này được Dixon ex E.B. Bartram mô tả khoa học đầu tiên năm 1939.